# Coryptilum
Coryptilum is een geslacht van vlinders van de familie echte motten (Tineidae).

## Soorten
- C. atrescens Meyrick, 1910
- C. klugii Zeller, 1839
- C. luteum Diakonoff, 1967
- C. rutilella (Walker, 1869)